# Anton Raaff
Anton Raaff (Gelsdorf, prop de Bonn, 6 de maig de 1714 - Múnic, Baviera, 28 de maig de 1797) fou un tenor alemany. Estudià a l'escola jesuïta de Bonn, ja que de jove pensava dedicar-se a la carrera eclesiàstica, però en conèixer la seva magnífica veu de tenor, fou enviat a Múnic, on feu els seus estudis musicals, i també restà un temps a Bolonya en l'escola de cant del castrat Bernacchi. El 1742 tornà a Bonn i cantà amb èxit en diversos teatres d'Alemanya, traslladant-se el 1752 a Itàlia, d'on passà a Lisboa i d'allà a Madrid. Raaff fou un dels millors tenors de la seva època, i Mozart va escriure per a ell i la seva partenaire en moltes ocasions Dorothea Spurmi Wendling, diverses parts d’Idomeneo i l'ària Se al labro mio.